# Lijst van rijksmonumenten in Waalwijk (plaats)
De plaats Waalwijk telt 47 inschrijvingen in het rijksmonumentenregister. Hieronder een overzicht.
| Object                                                                  | Oorspronkelijke functie?               | Bouwjaar                                                        | Architect                                     | Locatie                                                   | Coördinaten?                 | Nr.?   | Afbeelding                                |
| ----------------------------------------------------------------------- | -------------------------------------- | --------------------------------------------------------------- | --------------------------------------------- | --------------------------------------------------------- | ---------------------------- | ------ | ----------------------------------------- |
| Nederlands Hervormde Kerk.                                              | Kerk en kerkonderdeel                  | ca. 1450                                                        |                                               | Grotestraat 121                                           | 51° 41' 23" NB, 5° 3' 28" OL | 38193  | Meer afbeeldingen                         |
| Voormalige Nederlands Hervormde Pastorie                                | Kerkelijke dienstwoning                | 17e eeuw                                                        |                                               | Grotestraat 156                                           | 51° 41' 23" NB, 5° 3' 41" OL | 38195  | Voormalige Nederlands Hervormde Pastorie  |
| Huis met door pilasters geflankeerde ingangs-travee, kroonlijst en deur | Woonhuis                               | 18e eeuw                                                        |                                               | Grotestraat 184                                           | 51° 41' 25" NB, 5° 3' 50" OL | 38196  | Meer afbeeldingen                         |
| Voormalige Rijksstoomgemaal en Uitwateringssluis                        | Waterkering en -doorlaat               | 1896-1898                                                       |                                               | mond van het Afwateringskanaal 's-Hertogenbosch-Drongelen | 51° 42' 47" NB, 5° 4' 26" OL | 38197  | Meer afbeeldingen                         |
| Sint-Clemenskerk                                                        | Kerk en kerkonderdeel                  | 1896-1897                                                       | N.J.H. van Groenendael                        | Loeffstraat 50                                            | 51° 41' 38" NB, 5° 5' 30" OL | 38198  | Meer afbeeldingen                         |
| Oude kerktoren                                                          | Kerk en kerkonderdeel                  | ca. 1300                                                        |                                               | Winterdijk 58                                             | 51° 41' 43" NB, 5° 5' 32" OL | 38199  | Meer afbeeldingen                         |
| Nederlands Hervormde Pastorie Besoyen                                   | Kerkelijke dienstwoning                | 1610; herbouw na brand in 1840; restauratie interieur 2010-2011 |                                               | Grotestraat 24 / Hollandsestraat 1 en 3                   | 51° 41' 19" NB, 5° 3' 6" OL  | 38200  | Meer afbeeldingen                         |
| Nederlands Hervormde Kerk Besoyen                                       | Kerk en kerkonderdeel                  | 1610                                                            |                                               | Grotestraat 24                                            | 51° 41' 19" NB, 5° 3' 7" OL  | 38201  | Meer afbeeldingen                         |
| Sint-Janskerk                                                           | Kerk en kerkonderdeel                  | 1923-1925                                                       | H.W. Valk                                     | Sint Jansplein 2                                          | 51° 41' 24" NB, 5° 4' 4" OL  | 444705 | Meer afbeeldingen                         |
| Half vrijstaand herenhuis met uitbreiding                               | Woonhuis                               | ca. 1880/ca. 1910                                               |                                               | Grotestraat 148                                           | 51° 41' 23" NB, 5° 3' 38" OL | 521811 | Half vrijstaand herenhuis met uitbreiding |
| Koetshuis                                                               | Opslag                                 | ca. 1900                                                        |                                               | Grotestraat 148                                           | 51° 41' 21" NB, 5° 3' 38" OL | 521812 | Meer afbeeldingen                         |
| Woonhuis is een voormalig molenhuis                                     | Woonhuis                               | 1879                                                            |                                               | Grotestraat 21                                            | 51° 41' 20" NB, 5° 3' 4" OL  | 521814 | Woonhuis is een voormalig molenhuis       |
| Complex Grotestraat 21: bedrijfsgebouw                                  | Industrie                              | 1900                                                            |                                               | Grotestraat 21                                            | 51° 41' 20" NB, 5° 3' 4" OL  | 521815 | Meer afbeeldingen                         |
| raadhuis                                                                | Bestuursgebouw en onderdl              | 1932                                                            | A.J. Kropholler                               | Raadhuisplein 2                                           | 51° 41' 27" NB, 5° 3' 56" OL | 521817 | Meer afbeeldingen                         |
| Woonhuis                                                                | Politiekantoor en gemeentelijk archief | 1953                                                            | A.J. Kropholler                               | Raadhuisplein 5                                           | 51° 41' 27" NB, 5° 3' 56" OL | 521818 | Meer afbeeldingen                         |
| Winkel-woonhuis "'t Slot"                                               | Werk-woonhuis                          | 1941                                                            | A.J. Kropholler                               | Raadhuisplein 8                                           | 51° 41' 27" NB, 5° 3' 56" OL | 521819 | Meer afbeeldingen                         |
| Winkel                                                                  | Winkel                                 | 1937                                                            |                                               | Grotestraat 247                                           | 51° 41' 26" NB, 5° 3' 57" OL | 521820 | Winkel                                    |
| Dienstwoning                                                            | Dienstwoning                           |                                                                 |                                               | Raadhuisplein 3                                           | 51° 41' 27" NB, 5° 3' 56" OL | 521821 | Dienstwoning                              |
| Fabrieksgebouw                                                          | Industrie                              | 1906                                                            |                                               | Hoogeinde 35                                              | 51° 41' 41" NB, 5° 5' 51" OL | 521841 | Fabrieksgebouw                            |
| Dienstwoning                                                            | Dienstwoning                           | 1939                                                            |                                               | Hoogeinde 39                                              | 51° 41' 41" NB, 5° 5' 51" OL | 521842 | Dienstwoning                              |
| Villa Sonnevanck                                                        | Woonhuis                               | 1916                                                            | J. van der Valk                               | Mr van Coothstraat                                        | 51° 41' 16" NB, 5° 3' 46" OL | 521843 | Meer afbeeldingen                         |
| Villa                                                                   | Woonhuis                               | 1932                                                            | J. Klijnen                                    | Mr van Coothstraat 1A                                     | 51° 41' 23" NB, 5° 3' 47" OL | 521844 | Meer afbeeldingen                         |
| Villa 't Hofke                                                          | Woonhuis                               | 1921                                                            | G.H. van Hulten                               | Mr. van Coothstraat 35                                    | 51° 41' 15" NB, 5° 3' 49" OL | 521845 | Meer afbeeldingen                         |
| Pakhuis                                                                 | Opslag                                 | 1903                                                            |                                               | Gedempte Haven 1                                          | 51° 41' 25" NB, 5° 3' 28" OL | 521846 | Meer afbeeldingen                         |
| Woonhuis met bedrijfsruimte van een leerfabrikant                       | Woonhuis                               | ca. 1860                                                        |                                               | Grotestraat 134                                           | 51° 41' 23" NB, 5° 3' 34" OL | 521847 | Meer afbeeldingen                         |
| Herenhuis                                                               | Woonhuis                               | ca. 1875                                                        |                                               | Grotestraat 146                                           | 51° 41' 23" NB, 5° 3' 37" OL | 521848 | Herenhuis                                 |
| Vrijstaand herenhuis                                                    | Woonhuis                               | ca. 1850                                                        |                                               | Grotestraat 150                                           | 51° 41' 23" NB, 5° 3' 39" OL | 521849 | Vrijstaand herenhuis                      |
| Herenhuis                                                               | Woonhuis                               | ca. 1880                                                        |                                               | Grotestraat 168                                           | 51° 41' 24" NB, 5° 3' 44" OL | 521850 | Herenhuis                                 |
| Vrijstaand woonhuis                                                     | Woonhuis                               | 1844                                                            |                                               | Grotestraat 206                                           | 51° 41' 25" NB, 5° 3' 57" OL | 521851 | Vrijstaand woonhuis                       |
| Herenhuis                                                               | Woonhuis                               | 1912                                                            | W.J.H. Bouman                                 | Grotestraat 268                                           | 51° 41' 26" NB, 5° 4' 15" OL | 521852 | Herenhuis                                 |
| Postkantoor met directeurswoning                                        | Overheidsgebouw                        | 1906                                                            | D.E.C. Knuttel                                | Grotestraat 289                                           | 51° 41' 28" NB, 5° 4' 8" OL  | 521853 | Postkantoor met directeurswoning          |
| Kantoor                                                                 | Handel en kantoor                      | 1901                                                            | W.J.H. Bouwman                                | Grotestraat 341a                                          | 51° 41' 28" NB, 5° 4' 20" OL | 521854 | Meer afbeeldingen                         |
| Villa                                                                   | Woonhuis                               | 1938                                                            | M. de Bont                                    | Julianastraat 11                                          | 51° 41' 15" NB, 5° 3' 56" OL | 521856 | Villa                                     |
| Villa                                                                   | Woonhuis                               | 1933                                                            | H. de Hoop                                    | Julianastraat 6                                           | 51° 41' 14" NB, 5° 3' 52" OL | 521857 | Meer afbeeldingen                         |
| Kousenfabriek                                                           | Industrie                              | ca. 1860/ca. 1905                                               |                                               | Kerkstraat 4-8                                            | 51° 41' 21" NB, 5° 3' 29" OL | 521858 | Meer afbeeldingen                         |
| Woonhuis                                                                | Woonhuis                               | 1939                                                            | H. de Hoop                                    | Kerkstraat 72                                             | 51° 41' 12" NB, 5° 3' 29" OL | 521859 | Woonhuis                                  |
| RK "Maria Onbevlekt Ontvangen"                                          | Kerk en kerkonderdeel                  | 1927                                                            | Dom. P. Bellot O.S.B i.s.m. Pierre Cuypers jr | Pastoor van Kesselhof 18                                  | 51° 41' 19" NB, 5° 3' 17" OL | 521860 | Meer afbeeldingen                         |
| Nederlands Hervormde kerk                                               | Kerk en kerkonderdeel                  | 1911                                                            | architectenbureau K.C. Suyling en zn.         | Loeffstraat 113                                           | 51° 41' 39" NB, 5° 5' 36" OL | 521861 | Meer afbeeldingen                         |
| Pakhuis                                                                 | Opslag                                 | ca. 1890                                                        |                                               | Winterdijk bij 41                                         | 51° 41' 29" NB, 5° 4' 7" OL  | 521862 | Pakhuis                                   |
| Rijtje arbeiderswoningen                                                | Woonhuis                               | rond 1900                                                       | C.J. Marks                                    | Hooisteeg 2                                               | 51° 41' 29" NB, 5° 4' 2" OL  | 521873 | Rijtje arbeiderswoningen                  |
| Kantine                                                                 | Horeca                                 | 1939                                                            | M. Blokdijk                                   | Hoogeinde 37                                              | 51° 41' 41" NB, 5° 5' 51" OL | 525776 | Kantine                                   |
| Complex Van Haren: poort                                                | Fort, vesting en -onderdl              | 1939                                                            | M. Blokdijk                                   | Hoogeinde bij 35                                          | 51° 41' 42" NB, 5° 5' 52" OL | 525780 | Complex Van Haren: poort                  |
| Inspecteurswoning                                                       | Woonhuis                               | 1930                                                            |                                               | Raadhuisplein 1                                           | 51° 41' 27" NB, 5° 3' 56" OL | 525785 | Inspecteurswoning                         |
| Woningen                                                                | Woonhuis                               | 1941                                                            |                                               | Raadhuisplein 6                                           | 51° 41' 27" NB, 5° 3' 56" OL | 525789 | Meer afbeeldingen                         |
| Galerij met muziekkiosk                                                 | Welzijn, kunst en cultuur              | 1930-1940                                                       |                                               | Raadhuisplein bij 1                                       | 51° 41' 27" NB, 5° 3' 56" OL | 525792 | Meer afbeeldingen                         |
| Lantaarn                                                                | Straatmeubilair                        |                                                                 |                                               | Raadhuisplein bij 2                                       | 51° 41' 27" NB, 5° 3' 58" OL | 525794 | Meer afbeeldingen                         |
| Slangtoren met garage                                                   | Overheidsgebouw                        |                                                                 |                                               | Raadhuisplein 3                                           | 51° 41' 27" NB, 5° 3' 56" OL | 525795 | Meer afbeeldingen                         |